# Ауербах (Дегендорф)
Ауербах (њем. Auerbach) општина је у њемачкој савезној држави Баварска. Једно је од 26 општинских средишта округа Дегендорф. Према процјени из 2010. у општини је живјело 2.144 становника. Посједује регионалну шифру (AGS) 9271113.

## Географски и демографски подаци
Ауербах се налази у савезној држави Баварска у округу Дегендорф. Општина се налази на надморској висини од 310 метара. Површина општине износи 24,1 km². У самом мјесту је, према процјени из 2010. године, живјело 2.144 становника. Просјечна густина становништва износи 89 становника/km².